# Enantia
Enantia — рід метеликів підродини Dismorphiinae. Вони походять з Америки.

## Види
- Enantia albania (HW Bates, 1864) – плямисто-білий
- Enantia aloikea Brévignon, 1993
- Enantia citrinella (C. Felder & R. Felder, 1861)
- Enantia clarissa (Weymer, 1895)
- Enantia jethys (Boisduval, 1836) – мімічно-білий
- Enantia limnorina (C. Felder & R. Felder, 1865)
- Enantia lina (Herbst, 1792) – біла мімічно-біла
- Enantia mazai Llorente, 1984 – мімічне біле Де ла Маза
- Enantia melite (Linnaeus, 1763)